# Thor-Björn Johansson
Thor-Björn Widar Johansson, född 4 juli 1949 i Stockholm, är en svensk fotograf och psykoterapeut.
Thor-Björn Johansson utbildade sig i fotografi 1969–72 på reportagelinjen på Christer Strömholms fotoskola i Stockholm med examen 1972. Han har varit verksam som freelance-fotograf med social reportage och industrifoto till 1979, och arbetar nu med konstfotogafi i svartvitt. Han hade sin första soloutställning Människor på Hven på Landskrona museum 1978.